# Río Abacaxis
El río Abacaxis es un río amazónico brasileño, un afluente del curso bajo del río Madeira que desagua en el río Paraná-Urariá. El río discurre íntegramente por el estado de Amazonas y tiene una longitud de 610 km.

## Geografía
El río Abacaxis nace en la parte suroriental del estado de Amazonas, casi en el límite con el estado de Pará, cerca de la localidad de Vila Porto Franco. Discurre en dirección sur, en un curso paralelo al del río Sucunduri.  Atraviesa las localidades de Usina Sao Francisco, Inaja y Vila Sagrado Coraçao do Jesus. Sus principales afluentes son el río Curauai y, casi en la desembocadura, el río Marimari.
El río Abacaxis desemboca en un ramal del río Madera-Canumã, el río Paraná-Urariá, que corre casi paralelo al río Amazonas durante unos 400 km, dejando entre ambos la isla Tupinambarana, una isla de 11.850 km² (la 66.º del mundo por tamaño), formada por llanuras aluviales y recorrida por pequeños ríos y lagos. 
El río Abacaxis desemboca en ese ramal entre los ríos Canumã y Paraconi.

## Historia
Los abacaxis eran un pueblo indígena que habitaba en la región, que se establecieron en el pueblo de Piñas, administrado por sacerdotes jesuitas. 

## Trivia
En Brasil, abacaxi es el nombre que se da a la piña o ananás.